# Округ Блејн (Ајдахо)
Округ Блејн (енгл. Blaine County) је округ у америчкој савезној држави Ајдахо.

## Демографија
По попису из 2010. године број становника је 21.376, што је 2.385 (12,6%) становника више него 2000. године.
| Група             | 2000.          | 2010.          |
| Белци             | 16.531 (87,0%) | 16.669 (78,0%) |
| Афроамериканци    | 25 (0,1%)      | 39 (0,2%)      |
| Азијати           | 139 (0,7%)     | 183 (0,9%)     |
| Хиспаноамериканци | 2.030 (10,7%)  | 4.272 (20,0%)  |
| Укупно            | 18.991         | 21.376         |